# Locminé
Locminé település Franciaországban, Morbihan megyében. Lakosainak száma 4708 fő (2022. január 1.). Locminé Moréac, Bignan, Moustoir-Ac és Plumelin községekkel határos.

## Népesség
A település népességének változása:
| Lakosok száma | 2675 | 3424 | 3346 | 3922 | 4116 | 4159 | 4332 | 4505 | 4578 | 4708 |
|               | 1968 | 1982 | 1990 | 2006 | 2013 | 2015 | 2017 | 2019 | 2020 | 2022 |